# USS Billingsley (DD-293)
USS Billingsley (DD-293) là một tàu khu trục lớp Clemson được Hải quân Hoa Kỳ chế tạo vào cuối Chiến tranh Thế giới thứ nhất. Nó là chiếc tàu chiến duy nhất của Hải quân Hoa Kỳ được đặt theo tên Thiếu úy Hải quân William Billingsley (1887-1912), một trong những phi công hải quân đầu tiên. Billingsley ngừng hoạt động năm 1930 và bị tháo dỡ năm 1931 nhằm tuân thủ quy định hạn chế vũ trang của Hiệp ước Hải quân London.

## Thiết kế và chế tạo
Billingsley được đặt lườn vào ngày 8 tháng 9 năm 1919 tại xưởng tàu Squantum Victory Yard của hãng Bethlehem Shipbuilding Corporation ở Squantum, Massachusetts. Nó được hạ thủy vào ngày 10 tháng 12 năm 1919, được đỡ đầu bởi cô Irene Billingsley, em gái Thiếu úy Billingsley; và được đưa ra hoạt động vào ngày 1 tháng 3 năm 1920 dưới quyền chỉ huy của Hạm trưởng, Trung tá Hải quân H. D. Cooke.

## Lịch sử hoạt động
Sau khi đưa vào hoạt động, Billingsley gia nhập Lực lượng Khu trục trực thuộc Hạm đội Đại Tây Dương, và đã hoạt động dọc theo vùng bờ Đông Hoa Kỳ và vùng biển Caribe cho đến mùa Hè năm 1920, khi nó thực hiện các chuyến đi huấn luyện cho nhân sự của Hải quân Dự bị Hoa Kỳ. Được đưa về tình trạng dự bị từ tháng 6 năm 1922, nó sau đó gia nhập Đội khu trục 26 thuộc Hải đội 9, Lực lượng Khu trục đặt căn cứ tại Philadelphia, Pennsylvania. Nó hoạt động dọc theo vùng bờ biển Đại Tây Dương cho đến tháng 6 năm 1924 khi Đội khu trục 26 lên đường gia nhập Lực lượng Hải quân Hoa Kỳ tại châu Âu. Nó tuần tra tại các vùng biển Châu Âu và Địa Trung Hải trong một năm tiếp theo, trợ giúp người tị nạn tại vùng Cận Đông. Vào mùa Xuân năm 1925, nó phục vụ như cột mốc dẫn đường và liên lạc cho chuyến bay "Vòng quanh thế giới" trong chặng băng qua Bắc Đại Tây Dương của máy bay Lục quân.
Cuối năm đó, Billingsley quay trở về nhà, tiếp nối các hoạt động thường lệ dọc bờ Đông cho đến mùa Hè năm 1929, khi nó lại thực hiện chuyến đi huấn luyện dự bị. Nó đi đến Xưởng hải quân Philadelphia vào tháng 9 năm 1929, được cho xuất biên chế tại đây vào ngày 1 tháng 5 năm 1930, và bị bán để tháo dỡ vào ngày 17 tháng 1 năm 1931.